# Lopo Vaz de Sampaio
Lopo Vaz de Sampaio (Carrazeda de Ansiães, c. 1480 — Lisboa, 1534), foi o 8º governador da Índia, de 1526 a 1529.

## Biografia
Armado cavaleiro por D. Afonso V, Fidalgo da Casa Real, foi um ilustre combatente em terras do Norte de África e da Índia.
Durante o seu governo, um português de nome António Tenreiro efectuou uma viagem por terra da Índia a Portugal.
Em 1529, foi substituído por Nuno da Cunha no cargo de governador e mandado prender por questões políticas e comerciais.
Veio como prisioneiro para Portugal e conquistou de novo a liberdade, ao fim de algum tempo, depois de enviada uma petição ao Rei D. João III.
Casou por volta de 1517, com D. Guiomar de Eça, donzela da Duquesa D. Isabel de Viseu e filha de João de Sá.